# یونجه عربی
یونجه عربی (نام علمی: Medicago arabica) نام یک گونه از سرده یونجه است.